# Florim arubano
O florim arubano é a moeda oficial de Aruba, que por sua vez está dividida em 100 cêntimos. Esta moeda está diretamente indexada ao dólar americano e ao dólar canadense, sendo estas moedas amplamente aceitas em Aruba nas transações comerciais.
O código ISO 4217 desta moeda é AWG.